# Tercera guerra anglo-neerlandesa
La tercera guerra anglo-neerlandesa (en inglés: Third Anglo-Dutch War, en neerlandés: Derde Engelse Oorlog) fue un conflicto armado entre Inglaterra y las Provincias Unidas de los Países Bajos que duró de 1672 a 1674 y formó parte de la guerra franco-neerlandesa. La Armada Real de Inglaterra se unió a Francia en su ataque a la República, pero no tuvo éxito en sus intentos por bloquear la costa neerlandesa debido a cuatro victorias estratégicas por parte del almirante Michiel de Ruyter. Asimismo, fracasó un intento en convertir a las Provincias Unidas de los Países Bajos en un protectorado inglés. El Parlamento, temeroso de que la alianza con Francia fuera parte de un complot para convertir a Inglaterra al catolicismo, forzó al rey a abandonar la costosa e infructuosa guerra.

## Preparativos
Si bien Inglaterra, la República Neerlandesa y Suecia habían firmado una Triple Alianza contra Francia en 1668 para evitar que este país ocupara los Países Bajos Españoles, Carlos II de Inglaterra firmó el Tratado secreto de Dover con Francia en 1670, que implicaba que Inglaterra se uniría a Luis XIV de Francia en una campaña punitiva contra las Provincias Unidas. De hecho, Carlos, al sentirse personalmente humillado por los eventos de la segunda guerra anglo-neerlandesa, en especial por el ataque de Medway, solo se había comprometido en la Triple Alianza para crear una ruptura entre los neerlandeses y los franceses, dos antiguos aliados. Mientras trataba de apaciguar públicamente las tensiones entre Francia y la República, al hacer que el embajador a William Temple profesara amistad con el gran pensionario Johan de Witt, conspiraba subrepticiamente para convencer a Luis de que emprendiera una campaña contra los neerlandeses. Después de una victoria francesa, recibió la promesa de que sería recompensado tomando puestos estratégicos costeros como posesiones de la Corona. Walcheren, Cadzand y Sluys fueron mencionadas explícitamente, pero Carlos también anhelaba Brill, Texel, Terschelling y Delfzijl, para controlar las vías marítimas hacia los principales puertos neerlandeses, incluyendo Róterdam y Ámsterdam, el último de los cuales era la ciudad más rica de Europa.
Carlos había esperado que un ataque a la República comenzaría en 1671, pero debió ser retrasado por un año debido a que los franceses necesitaban primero establecer relaciones diplomáticas seguras con dos principados alemanes claves: el principado de Münster y el arzobispado de Colonia. Normalmente, los Países Bajos Españoles actuarían como una barrera entre la República y Francia; para conquistar las muy fortificadas regiones de Flandes y el sur de la República sería muy lento y costoso para una campaña relámpago y decisiva. Por tanto, se había decidido permitir al ejército francés avanzar a través del principado de Lieja, una dependencia de Colonia, que se intersecaba con los Países Bajos Españoles, y luego atacar por sorpresa a la República desde el este en un área poco protegida. Finalmente, Münster y Colonia incluso decidieron unirse a la invasión con sus ejércitos.
Carlos intentó usar el retraso para sembrar disensión entre la facción orangista de la República que quería restaurar la Casa de Orange (representada en esa época por el sobrino de Carlos, Guillermo III de Orange) al cargo de estatúder y la facción de los Estados republicanos encabezada por De Witt. Cuando Guillermo avisió a Carlos en noviembre de 1670 para apremiar a la Casa de Estuardo para que pagara una parte de la gran deuda que debía a la Casa de Orange, Carlos intentó incluir a su sobrino en la conspiración y le prometió nombrarlo Príncipe Soberano de Holanda, un Estado títere, a cambio de colaboración las fuerzas invasores. No obstante, Carlos empezó este intento de reclutar al joven príncipe recomendándole que se convirtiera al catolicismo, pues creía que el catolicismo se adecuaba mejor a los gobernantes absolutistas. La reacción horrorizada de Guillermo a esta propuesta convenció a Carlos que era mejor no revelarle la existencia del Tratado de Dover.
Un problema adicional para Carlos fue el hecho que necesitaba que el Parlamento aprobara fondos suficientes para armar una flota fuerte. Puesto que Inglaterra no se involucraría con su ejército más bien débil, fuera de una brigada inglesa en el ejército francés bajo el mando del Duque de Monmouth, su único esfuerzo sería realizado por la Royal Navy: para derrotar a su contraparte neerlandesa y bloquear la costa neerlandesa. Carlos estaba recibiendo considerables subsidios de Luis, unos ₤225.000 anuales, pero prefirió gastarlos en lujos de su propia corte. Además, al tratarse de un tratado secreto, estos subsidios no podían ser dirigidos a la flota de manera alguna; sin embargo, mientras que en 1664, el país había estado, en palabras de Samuel Pepys, «loco por la guerra», en 1671, la mayor parte de ingleses había comenzado a perder las esperanzas de ser en algún momento capaces de «vencer a los neerlandeses». Para conseguir dinero a corto plazo, Carlos repudió las deudas de la Corona (Échiquier) el 2 de enero de 1672, con lo cual obtuvo ₤1.300.000.

## El incidenteMerlin

Batallas de la tercera guerra anglo-neerlandesa.

El Parlamento se mostraba muy poco entusiasta con respecto a la nueva guerra. Por ello, el rey intentó incitar la opinión pública en Inglaterra contra los neerlandeses por medio de un incidente serio. Lord Arlington dejó que el yate real Merlin con la esposa de Temple, Dorothy Osborne, a bordo navegara el 24 de agosto de 1671 frente a la flota neerlandesa y anclada en Brielle para mantenimiento. En su debido momento, las naves neerlandesas bajaron sus banderas en saludo, como era obligatorio según el tratado vigente, pero se negaron a lanzar disparos en saludo, debido a que tenían dudas respecto a si el Merlin contaba como una nave real. Carlos entonces ordenó al intrigante George Downing, el nuevo embajador en La Haya, demandar que los almirantes responsables fueran severamente castigados, lo que fue rechazado por los Estados Generales de los Países Bajos. A inicios de 1672, Downing, quien ya había logrado hacerse profundamente odiado por la población neerlandesa cuando fue embajador en la guerra previa, debió huir a La Haya por temor de perder la vida. Temple —quien era, irónicamente más bien agradable a los neerlandeses— destacó a Carlos que ahora tanto él como su esposa habían tenido el honor de haberse convertido en instrumentos de ruina para los neerlandeses.
Aunque De Witt tendió a creer las repetidas declaraciones diplomáticas francesas e inglesas de que no tenían invasión alguna en mente, muchos políticos y militares neerlandeses interpretaron las actividades diplomáticas francesas en los principados alemanes, la preparación de la Armada inglesa y la creación de grandes ejércitos como señales seguras de una inminente guerra. El 25 de febrero de 1672, Guillermo III, a pesar de su juventud, fue nombrado capitán general del ejército neerlandés confederado. La disensión faccional y la incertidumbre sobre la estrategia francesa evitó la creación de un fuerte ejército de campo; la mayor parte de las 83.000 tropas (70.700 de infantería y 12.710 de caballería en junio de 1672) fue asignada a las fortalezas. Considerando que las Provincias Unidas de los Países Bajos estaba mal preparada para una campaña terrestre, la situación en el mar era mucho más favorable, incluso aunque los Estados Generales decidieron limitar el presupuesto naval a 4.776.248 florines (menos que el presupuesto original proyectado de 7.893.992 florines) para no provocar a los ingleses. En 1667, la Armada neerlandesa, tras haber destruido el núcleo de la Armada inglesa en Chatham, había sido la más fuerte en el mundo; sin embargo, para 1672, esta situación había cambiado nuevamente, ya que los ingleses habían reemplazado las naves perdidas, mientras que solo se habían construido pocas naves neerlandesas y uno de los cinco Almirantazgos neerlandeses, el de Frisia, fue incapaz de contribuir con naves porque la provincia había sido atacada por Münster, los neerlandeses impidieron con éxito un bloqueo de su costa y cualquier desembarco de tropas enemigas, a pesar de que estaban superadas en número por un tercio por la flota combinada anglo-francesa. La razón para este éxito se debió a los estándares de entrenamiento muy mejorados. En las batallas centrales de 1666, la Armada neerlandesa todavía debía acostumbrarse a sus nuevas naves mucho más pesadas, por lo que se produjeron algunos errores tácticos; asimismo, el conflicto personal entre Michiel de Ruyter y Cornelis Tromp había dañado la unidad de la flota. De Ruyter empleó el verano de 1671 ejecutaron muchas maniobras de entrenamiento en la línea de batalla, perfeccionando técnicas e instalando un nuevo sentido de coherencia y disciplina. Como resultado, en 1672, la República estaba en la cúspide de su poder naval; sin embargo, en la Armada inglesa, crecía la envidia del almirante Edward Spragge hacia el comandante supremo Ruperto del Rin. Asimismo, Spragge rompió la formación en dos batallas para buscar a su enemigo personal Tromp, a quien había jurado matar por haber insultado a su esposa. La cooperación entre las armadas inglesas y francesas fue pobre y estuvo plagada de malentendidos y suspicacias.